# 特雷托
特雷托（法語：Treteau）是法国阿列省的一个市镇，位于该省东部，属于维希区（Vichy）。该市镇2009年时的人口为519人，总面积为31.28平方公里。

## 人口
特雷托人口变化图示
| 数据来源：INSEE |